# Minnesota (film)
Minnesota (Woman of the North Country) è un film del 1952 diretto da Joseph Kane.
È un western statunitense ambientato nel 1890 nel Minnesota con Rod Cameron, Ruth Hussey, John Agar e Gale Storm.

## Produzione
Il film, diretto da Joseph Kane su una sceneggiatura di Norman Reilly Raine e un soggetto di Prescott Chaplin e Charles Marquis Warren, fu prodotto dallo stesso Kane, come produttore associato, per la Republic Pictures e girato a Duluth e nella zona del monte Mesabi, in Minnesota, dal 3 dicembre 1951. Il titolo di lavorazione fu Minnesota .

## Distribuzione
Il film fu distribuito con il titolo Woman of the North Country negli Stati Uniti dal 5 settembre 1952 al cinema dalla Republic Pictures.
Altre distribuzioni:
- in Portogallo il 28 luglio 1954 (Castigo de Mulher)
- in Danimarca il 21 novembre 1955 (Vildmarkens dronning)
- in Finlandia il 15 dicembre 1961 (in TV)
- in Austria (Faustrecht in Minnesota)
- in Brasile (Avalanche de Ódios)
- in Italia (Minnesota)

## Promozione
Le tagline sono:
- THE MAN OF IRON AND THE BELLE OF DULUTH!
- I'm the kind of woman you've always wanted...but I'm not sure you can afford me!
- They Warned Her KEEP OFF THE MESABI...but she ruled everything in the roistering mine-town...including the Ironmaster himself!
- This Sign Was Meant For Her! KEEP OFF THE MESABI!
- MISTRESS OF THE NORTHWEST FRONTIER!